# Salamaua

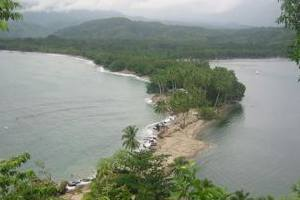
Salamaua

Salamaua is een havenstad ten oosten van het eiland Nieuw-Guinea en ten noorden van de grens met Papoea in de Koraalzee en de Stille Oceaan.

## Tweede Wereldoorlog

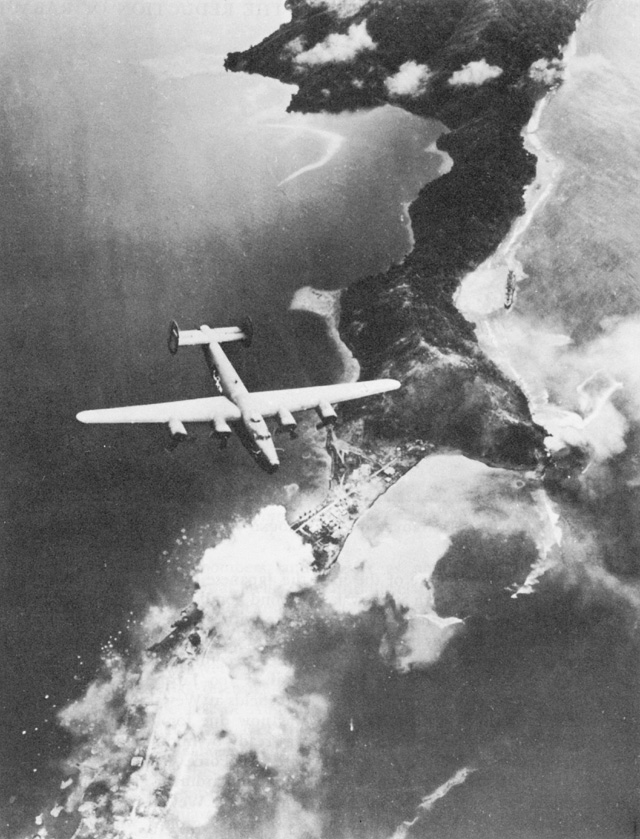
B-24 boven Salamaua, 13 aug 1943

Begin maart 1842 voerden de Japaners landingen uit te Salamaua en Lae op Nieuw-Guinea. De Amerikaanse vliegdekschepen USS Lexington en USS Yorktown die onderweg waren naar Rabaul voor een raid, werden omgeleid om deze aanval af te slaan. Op 10 maart 1942 werd de Amerikaanse tegenaanval gelanceerd vanuit de Golf van Papua zodat de vliegtuigen over 4 à 5000 meter hoge bergtoppen van de Owen Stanley Gebergte van Nieuw-Guinea moesten vliegen om de Japanse invasievloot bij Lae en Salamaua aan te vallen. Drie transportschepen werden vernietigd en meerdere schepen werden beschadigd voor het verlies van één vliegtuig.
In september 1943 gaven de Japanners Salamaua op toen de geallieerden een grote aanval op het nabijgelegen Laue uitvoerden.